# Luis Miquilena
Luis Manuel Miquilena Hernandèz (Coro, 29 luglio 1919 – Caracas, 24 novembre 2016) è stato un politico venezuelano.

## Carriera e attività politica
Svolse attività politica negli anni quaranta, e successivamente nuovo dopo la restaurazione della democrazia nel 1958, ma si ritirò nel 1964 fino all'inizio degli anni novanta, perseguendo una carriera nel mondo degli affari.
Ritorna in politica in quanto alleato e consigliere di Hugo Chávez, è stato determinante per la vittoria di quest'ultimo alle elezioni presidenziali del 1998. È stato presidente dell'Assemblea nazionale costituente del Venezuela nel 1999.  Successivamente è stato Ministro degli Interni e della Giustizia del Venezuela dal 2001 al 2002, anno in cui si è dimesso a causa di divergenze con Chávez.